# Holopogon siculus
Holopogon siculus är en tvåvingeart som först beskrevs av Macquart 1834.  Holopogon siculus ingår i släktet Holopogon och familjen rovflugor. Inga underarter finns listade i Catalogue of Life.